# Artemis 2
Artemis 2 (offiziell Artemis II, zuvor Exploration Mission 2, kurz EM-2) ist die Missionsbezeichnung für den ersten bemannten Flug des US-amerikanischen Raumfahrzeugs Orion MPCV. Der im Rahmen des Artemis-Programms der NASA für April 2026 geplante Raumflug zum Mond wäre zugleich die erste bemannte Mondmission seit Apollo 17 im Jahr 1972. Bei Artemis 2 handelt es sich jedoch nicht um eine Mondmission im Sinne einer Mondlandung, sondern um eine Umrundung. Artemis 2 soll auf die Mondmission Artemis 3, bei der eine Mondlandung geplant ist, vorbereiten. Das Missionsziel von Artemis 2 ist die Erprobung der Systeme und Arbeitsabläufe an Bord des Raumschiffs. Der Start von Artemis 2 wurde bereits dreimal verschoben: Ursprünglich war Mai 2024 als Startzeitraum festgelegt worden, später wurde der November 2024 als neuer Starttermin festgelegt, dann September 2025. Der aktuelle Starttermin ist auf den April 2026 festgelegt.

## Besatzung

### Hauptbesatzung
Das Orion-Raumschiff bietet Platz für bis zu vier Personen. Die Besatzung von Artemis 2 wurde am 3. April 2023 bekanntgegeben. Sie wird sich wie folgt zusammensetzen:
- Reid Wiseman (2. Raumflug), Kommandant, (USA/NASA)
- Victor Glover (2. Raumflug), Pilot, (USA/NASA)
- Christina Koch (2. Raumflug), Missionsspezialistin, (USA/NASA)
- Jeremy Hansen (1. Raumflug), Missionsspezialist, (Kanada/CSA)

### Ersatzmannschaft
- Jennifer Sidey-Gibbons (1. Raumflug), Missionsspezialistin, (Kanada/CSA) für Hansen[7]
- Andre Douglas (1. Raumflug), (USA/NASA)[8]

## Missionsverlauf

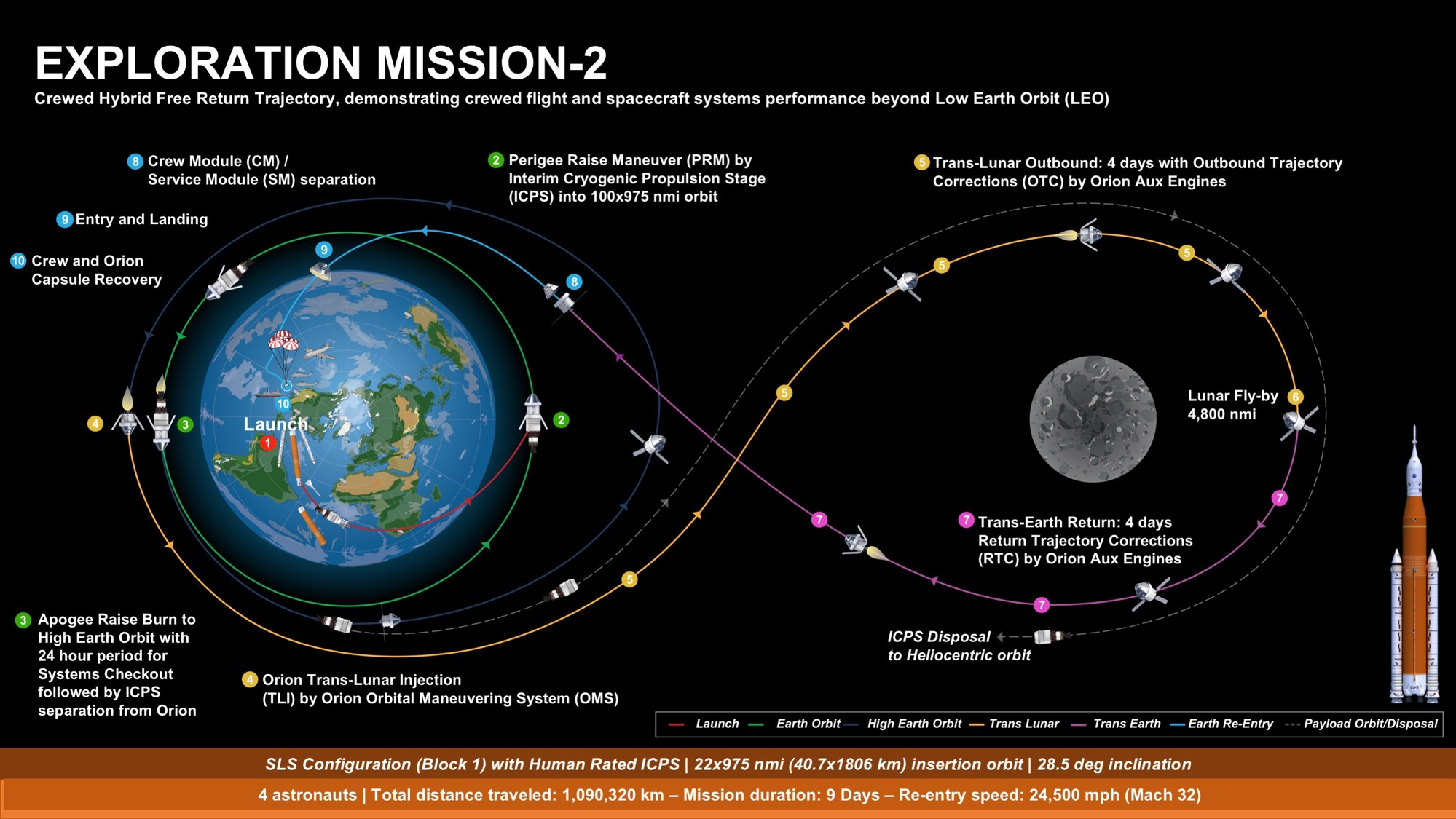
Flugbahn von Artemis 2

Der Start ist von der Rampe 39-B des Kennedy Space Center geplant. Als Trägerrakete soll eine SLS Block 1 in der Konfiguration mit vier RS-25D-Triebwerken in der Zentralstufe, zwei 5-Segment-Feststoffboostern und der auf der Delta IV basierenden Oberstufe ICPS dienen.
Zuerst soll in einer Erdumlaufbahn die Funktion der Orion-Lebenserhaltungssysteme geprüft werden. Die Reise zum Mond ist mit 4 Tagen angesetzt, weitere 4 Tage sind für den Rückflug geplant. Abhängig vom Erreichen sekundärer Missionsziele könnten diese Zeiten sich allerdings bis zu einer gesamten Missionsdauer von 21 Tagen ziehen.

## Sekundäre Nutzlasten
Das SLS kann neben dem Orion-Raumschiff auch mehrere Kleinsatelliten im Cubesat-Format 6U oder 12U transportieren. Anders als bei der Vorgängermission Artemis 1 würden diese bei Artemis 2 in einer suborbitalen Bahn ausgesetzt. Ohne einen starken eigenen Antrieb würden sie nach einigen Stunden wieder auf die Erde stürzen. Daher wurden zumindest bis Mitte August 2023 keine Cubesats für einen Start mit Artemis 2 eingeplant.
Unabhängig davon kann die Orion-Raumkapsel Nutzlasten mitführen. Darunter soll bei Artemis 2 ein Experiment namens „Tacheles“ eines Berliner Start-Up-Unternehmen sein, mit dem elektronische Komponenten für mögliche zukünftige Mondrover getestet werden sollen.